# Gorreto
Gorreto est une commune de la ville métropolitaine de Gênes en Ligurie (Italie).

## Administration
| Période                                  | Période      | Identité                | Étiquette    | Qualité |
| ---------------------------------------- | ------------ | ----------------------- | ------------ | ------- |
| 14 juin 2004                             | 30 mars 2008 | Luciano Antonio Bombace | Lista Civica |         |
| 30 mars 2008                             | En cours     | Giorgio Montignani      | Lista Civica |         |
| Les données manquantes sont à compléter. |              |                         |              |         |

### Hameaux
Alpe di Gorreto, Borgo, Bosco, Canneto, Fontanarossa, Pissino, Varni

### Communes limitrophes
Carrega Ligure, Fascia, Ottone, Rovegno

## Évolution démographique
Habitants recensés

## Personnalités liées à la ville
- Susanna Fontanarossa XVe siècle, mère de Christophe Colomb serait née à Fontanarossa